# Nabój 8 × 50 mm R Lebel
8 × 50 mm R Lebel (również: 8 × 51 mm R Lebel) – francuski nabój karabinowy kalibru, 8 mm o długości łuski 50 mm z wystającą kryzą. Nabój 8 mm Lebel powstał pod koniec XIX wieku jako nabój karabinowy dla nowego, francuskiego karabinu Lebel Mle 1886. Nowy nabój był pochodną starszego naboju Gras kalibru 11 mm.
Pierwszy na świecie powszechnie stosowany nabój wojskowy używający prochu bezdymnego, co umożliwiło zastosowanie „małego” kalibru 8 mm; późniejsza wersja, ponownie jako pierwsza na świecie, używała ostrołukowego pocisku (balle D)
Naboje 8 mm Lebel produkowano nie tylko we Francji. Produkcję podjęto też m.in.: w Wielkiej Brytanii, Stanach Zjednoczonych, Polsce, Włoszech i Grecji.

## Rodzaje nabojów 8 mm Lebel

### Amunicja ostra

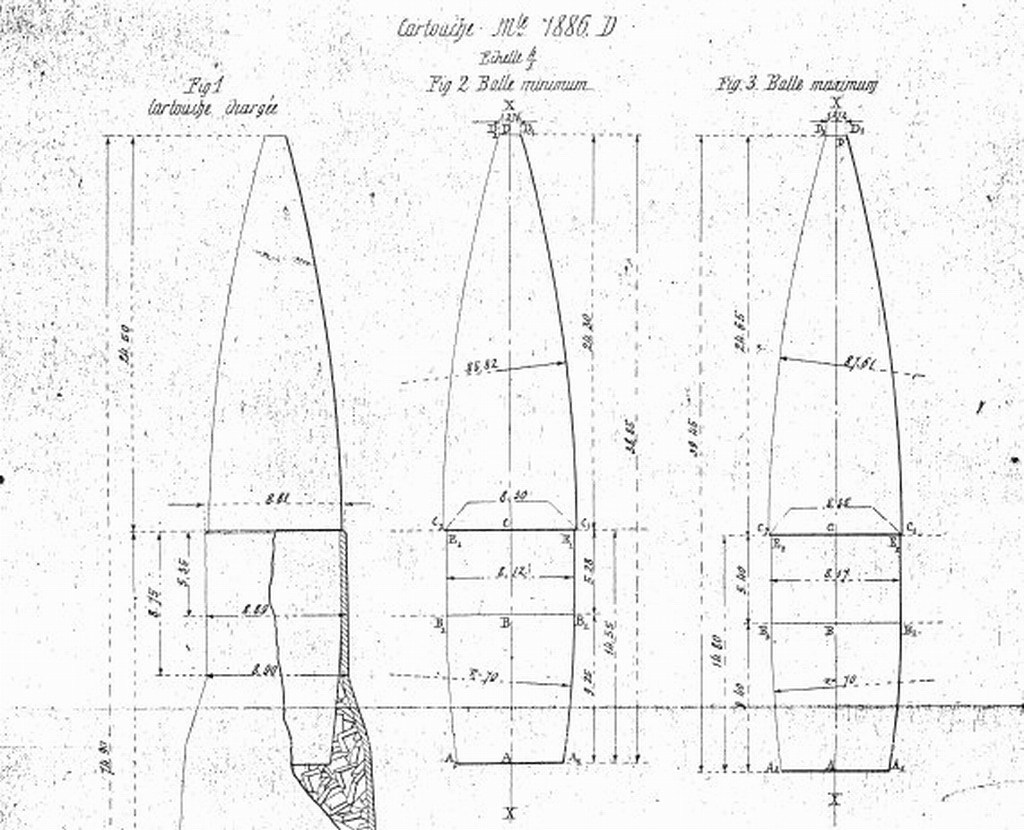
Pierwszy na świecie ostrołukowy pocisk wojskowy - balle D

- 8 mm Mle 1886 – pierwsze naboje Lebela miały pociski o kształcie cylindrycznym wykonane z miedzi (późniejsze wykonywano z tombaku). Masa pocisku wynosiła 12,8 g, zaś ładunek prochu małodymnego typu BF – 2,75 g.
- 8 mm Mle 93 – nabój wprowadzony w roku 1893. Pociski cylindryczne w płaszczu melchiorowym z rdzeniem ołowianym z domieszką antymonu. Długość pocisku wynosiła 30 mm, zaś masa 15 g. Zastosowano ładunek prochu typu B o masie 2,75 g. Pocisk osiągał prędkość początkową równą 630 m/s.
- 8 mm Mle 1886D – nabój ten powstał w roku 1898, zaś do użycia wszedł w 1903 roku. Zastosowano nowy pocisk ostrołukowy typu D (o długości 39,2 mm i masie 12,8 g; jednolity, wykonany ze stopu 90% Cu, 9,5% Zn, 0,5% Pb), zaprojektowany przez kpt. Desaleuxa oraz kpt. Arthusa. Jako ładunek miotający użyto prochu BN3F o masie 3 g, co pozwoliło osiągnąć prędkość początkową 700 m/s.
- 8mm Mle 1886D a.m. – wariant naboju Mle 1886D przystosowany do użycia w broni maszynowej z bardziej płaskimi dnami łusek oraz silniej osadzonymi spłonkami.
- 8mm SFM Mle 1917 – nabój opracowany przez przedsiębiorstwo Societe Francaise des Munitions, z nowym pociskiem o kształcie zbliżonym do niemieckiego pocisku typu S, do karabinu Mauser. Pocisk składał się z płaszcza melchiorowego i rdzenia ze stopu ołowiu z domieszką antymonu. Miał masę 12,6 g oraz długość 32 mm.
- 8 mm Mle 1923 – wprowadzony w roku 1923 nabój z pociskiem ze stalowym płaszczem, pokrytym stopem CuNi. Długość pocisku 35,2 mm, masa – 12,6 g.
- 8mm Mle 1932N – wprowadzony w roku 1932 nabój z pociskiem ciężkim. Pocisk miał płaszcz stalowy pokryty melchiorem oraz rdzeń ołowiany z domieszką antymonu. Długość pocisku wynosiła 39,45 mm, zaś masa – 15 g.

### Amunicja specjalna
- Nabój z pociskiem dymno-smugowym T – pocisk dymno-smugowy miał kształt zbliżony do pocisku typu D. Był wykonany ze stopu CuZnPb, w dennej części miał uformowane gniazdo, w którym znajdowała się mieszanka dymno-smugowa. Pociski pokrywane byłą warstwą cyny. Masa pocisku wynosiła 11,2 g, zaś długość 38,5 mm. Osiągał on prędkość początkową wynoszącą 750 m/s.
- Nabój z pociskiem przeciwpancernym P – pocisk przeciwpancerny opracowano w roku 1915. Miał masę 9,8 g oraz długość 33 mm. Składał się z tombakowego płaszcza oraz stalowego rdzenia.
- Nabój z pociskiem zapalającym typu Partiot – pocisk zapalający typu Partiot miał kształt zbliżony do pocisku mle 1886. Płaszcz pocisku wykonany ze stopu CuZnPb. Wewnątrz pocisku znajdował się ładunek białego fosforu.
- Nabój miotający do garłacza VB – nabój miotający bez pocisku, szyjka łuski była zaciśnięta w gwiazdkę i uszczelniona parafiną.

## Zastosowanie
Amunicją 8 × 50 mm R Lebel zasilano następujące bronie:
- Karabiny Lebel Mle 1886 oraz Mle 1886/93
- Karabinki Mle 1886/93 R-35
- Karabiny Berthier Mle 1902, 1907, 07/15 i 1916
- Karabinki Berthier Mle 1916
- Karabiny samopowtarzalne Mle 1917 i Mle 1918
- Ręczne karabiny maszynowe Chauchat
- Lekkie karabiny maszynowe Hotchkiss Mle 1909
- Ciężkie karabiny maszynowe St Etienne Mle 1907 i Hotchkiss Mle 14